# Agelas sceptrum
Agelas sceptrum är en svampdjursart som först beskrevs av Jean-Baptiste Lamarck 1815.  Agelas sceptrum ingår i släktet Agelas och familjen Agelasidae.
Artens utbredningsområde är Karibiska havet. Inga underarter finns listade i Catalogue of Life.